# Phryxe coarctata
Phryxe coarctata là một loài ruồi trong họ Tachinidae.